# 文世光事件
文世光事件，韓國称陆英修狙击事件（／）或朴正熙狙擊未遂事件（／），發生在1974年8月15日。當時，韓國總統朴正熙與其夫人陸英修正在中央國立劇場出席光復節29年紀念儀式，被第二代旅日韩侨文世光（1951年12月26日－1974年12月20日）槍擊，朴正熙躲過殺身之禍，但陸英修則中彈身亡。事件造成日韓關係高度緊張，一度瀕臨斷交。

## 事件經過
时年23歲的文世光是出生在大阪的韓僑，事情發生前數日，他由日本入境，住在漢城朝鮮酒店1030號房。
事件發生當日8時，文世光攜帶一支装了五发子弹的美制38口径的史密斯韦森手枪從普通入口進入劇場大廳。他在大廳徘徊一段時間，試圖尋找下手時機，但終因距離太遠而放棄。
10時，光復節慶祝大會準時開始。文世光從劇場南面的後門進入會場，就座于B排214号座位。大會由朴正熙致詞。10時23分，文世光拔出手槍展開行動。因為過於緊張，第一發子彈不慎射中了自己的大腿，但由于装了消音器而并未被他人注意到。之後他沿通道向主席臺奔跑，向朴正熙發射了第二發子彈，并未擊中朴正熙而是打在了左側。军人出身的朴正熙迅即躲藏到了講臺之後。第三發子彈是顆啞彈。第四發擊中了主席臺上的總統夫人陸英修的頭部。文世光被其他觀衆的腳絆倒，第五發子彈擊中講臺后的大韓民國國旗。五發子彈射盡不過數秒，其間總統警衛亦舉槍對射。雙方共發射七枚子彈（文發射的一枚啞彈除外）。在混战中，来自首爾城東經營高等學校合唱團的17歲高中女生張峰華（朝鲜语：장봉화，1957年－1974年8月15日）被流彈擊中当场身亡（據說此彈為警衛所發）。文世光迅速被制伏。
文世光被制伏后，朴正熙繼續鎮定將演說發表完畢。陸英修被迅速送進首爾國立大學醫院，經過5小時40分的手術後，于當晚7時去世，終年49歲。

## 調查和判決
事件發生之後，韓國政府迅速展開調查。調查認為文世光受到在日本朝鲜人总联合会的幹部金浩龍的指使而犯罪，參與者還有文世光的朋友日本人吉井美喜子，後者用自己丈夫的名義幫助文世光僞造護照；刺殺用槍是偷盜于大阪警署的警用手槍。
此事件在10月7日開審，文世光承認自己的罪行，經一審、二審後，文世光最後判以死刑，1974年12月20日，文世光在首尔看守所被处以绞刑。
事后韩国总统警护室长朴鐘圭引咎辞职，由車智澈接任。

## 各界反應

### 朝鲜的反应
金日成在与日本《每日新闻》编辑局长一行的谈话中说道：
|  | 然而，目前的部分当权者不是这样做，而是幹着出卖国家和民族的勾当。南朝鮮反动派抛出什么“地道事件”啦，又是什么啦，来大叫大嚷，这都是为了制造掀起“反共”骚动的借口而凭空捏造出来的。他们不仅捏造了“地道事件”，还制造了所谓“文世光事件”。“文世光事件”是南朝鮮当权者为了镇压总联而一手捏造出来的。日本警察也调查过，总联不是根本不认识文世光这个人吗。所谓“地道事件”也是这样的货色。 |

### 日本的反應
此事件使日韓關係在外交正常化後進入最壞的局面，一度到了面临断交的地步。
韓國方面認為日本方面对犯人文世光的调查不力，对旅日朝鲜人总联合会管理不严，並要求日本政府对向文世光发放日本护照的经过进行解释，并要求日本对朝总联大阪生野西分部政治部长金浩龙等日本国内的同谋进行彻底调查，並解散在日本朝鲜人总联合会。
朴正熙于1974年8月30日甚至对日本驻韩大使说，如果日本政府不表示出积极的态度，韩日间签署的基本条约就会受到影响。这是朴正熙在威胁日本，如果日本不积极合作，即使断交也在所不辞。韩国国内民众的反日情绪也高涨，日本驻韩大使馆、总领事馆等都受到冲击。
1974年9月，日本自民党副总裁椎名悦三郎访韩，转达了田中首相的亲笔信，用口头“补充说明”的方式進行了相關事項的約定，韩日间的这场外交纷争得以告一段落。
在日本进行的审判中，金浩龙因为没有犯罪证据而被无罪释放，吉井美喜子仅因违反《护照管理法》等嫌疑得到三年徒刑、缓刑一年的从轻判决。
韩国外交通商部在2005年1月20日对外公开了“文世光事件”，也就是1974年8月15日发生的袭击韩国前总统朴正熙事件的外交文件。外交通商部宣布，按照“外交文件公开的有关规定”，将经过30年的这些文件从20日起在首尔外交安全研究院向市民公开。
当天公开的前总统朴正熙被袭事件有关文件共15册，3千多页。